# Superliga hokeja na trawie (2020/2021)
Superliga hokeja na trawie (2020/2021) – 84. edycja rozgrywek o drużynowe mistrzostwo Polski mężczyzn, a druga pod nadzorem spółki "Hokej Superliga". 
Rozgrywki prowadzone były z udziałem 8 drużyn i były podzielone na dwie fazy: zasadniczą i play-off. 
W fazie zasadniczej każda z drużyn rozegrała po 14 meczów systemem ligowym („każdy z każdym”). Dwa czołowe zespoły po fazie zasadniczej rozegrały mecz o mistrzostwo Polski, a drużyny z miejsc 3-4 o brązowy medal. Ostatnia  drużyna została zdegradowana do I ligi, a zespół z 7. miejsca zmierzył się w dwumeczu barażowym z wicemistrzem I ligi o utrzymanie.
Mistrzem Polski po raz 25. został Grunwald Poznań. Najlepszym strzelcem został Artur Mikuła z Grunwaldu, który zdobył 21 goli. Do Superligi awansowała KS Stella Gniezno.

## Faza zasadnicza
| Lok. | Drużyna                    | Mecze | Punkty | Bramki |
| ---- | -------------------------- | ----- | ------ | ------ |
| 1.   | WKS Grunwald Poznań        | 14    | 40     | 73-24  |
| 2.   | KS Pomorzanin Toruń        | 14    | 32     | 64-25  |
| 3.   | KS AZS AWF Poznań          | 14    | 28     | 42-32  |
| 4.   | KS Warta Poznań            | 14    | 24     | 42-33  |
| 5.   | UKH Start 1954 Gniezno     | 14    | 21     | 34-35  |
| 6.   | LKS Gąsawa                 | 14    | 13     | 27-47  |
| 7.   | AZS Politechnika Poznańska | 14    | 10     | 38-56  |
| 8.   | LKS Rogowo                 | 14    | 0      | 26-94  |

     Play-off o mistrzostwo Polski
     Play-off o brązowy medal
     Baraż o utrzymanie
     Spadek do I ligi

## Faza play-off

### Mecz o Mistrzostwo Polski
| Drużyna             | Wynik | Drużyna             |
| ------------------- | ----- | ------------------- |
| WKS Grunwald Poznań | 5:0   | KS Pomorzanin Toruń |

### Mecz o III miejsce Mistrzostw Polski
| Drużyna           | Wynik | Drużyna         |
| ----------------- | ----- | --------------- |
| KS AZS AWF Poznań | 2:1   | KS Warta Poznań |

## Baraż o utrzymanie
| Drużyna                               | Wynik | Drużyna                               |
| ------------------------------------- | ----- | ------------------------------------- |
| AZS Politechnika Poznańska            | 8:1   | HKS Siemianowiczanka Siemianowice Śl. |
| HKS Siemianowiczanka Siemianowice Śl. | 3:3   | AZS Politechnika Poznańska            |

## Medaliści
| Lp. | Drużyna             |
| --- | ------------------- |
| 1.  | WKS Grunwald Poznań |
| 2.  | KS Pomorzanin Toruń |
| 3.  | KS AZS AWF Poznań   |